# China Marines
Le terme China Marines (« marines de Chine » en anglais), également connu sous le nom de « North China Marines », désignait à l'origine les Marines des États-Unis du 4e Régiment de Marines affectés à Shanghai, en Chine, entre 1927 à 1941 pour protéger les citoyens et les biens américains dans la concession internationale de Shanghai, pendant la révolution chinoise et la guerre sino-japonaise (1937-1945). 
En raison de la main-d’œuvre bon marché disponible, les China Marines menaient un style de vie assez aisé, chaque unité de combat (ou escouade) pouvant embaucher des locaux pour s'occuper de leur ménage et des courses. En ajoutant l'aspect bon marché des produits disponibles sur le marché local, les marines avaient un niveau de vie très confortable ce qui rendait l'affectation à ce régiment très convoitée. 
La plupart des China Marines ont été rappelés en novembre 1941, mais ceux en poste à l'ambassade devaient être rappelés pour le 10 décembre. Cependant, le Japon impérial attaqua les États-Unis le 7 décembre et les Marines Security Guards ainsi que des membres du personnel de soutien de la marine américaine. Au total, 204 hommes furent capturés et détenus comme esclaves jusqu'à la fin de la guerre en août 1945. Le dernier commandant des China Marines était le colonel William W. Ashurst. 
Avec l'expansion rapide du Corps des marines pendant la Seconde Guerre mondiale et la capture du reste du 4e régiment de marine à Corregidor, il ne restait que très peu de China Marines qui étaient tous très respectés. 
Après la capitulation du Japon, les 1re et 6e divisions de la marine, elles aussi connues sous le nom de China Marines, furent envoyées dans le nord de la Chine de 1945 à 1948.

## Légion américaine China PostNo1
Le "Legion american China Post One" (association d'anciens combattants) a été créée en 1919, un an après la « Grande Guerre ». Elle est affiliée à l'American Legion le 20 avril 1920 et portait à l'origine le nom de Général Frederick Townsend Ward Post N ° 1, China. Il s’agit du seul poste (groupe de l'association) dont le siège est nominalement dans un pays communiste et qui exerce ses activités en exil depuis 1948 - actuellement à Henderson (Nevada).

## Dans la culture populaire
L'auteur W. E. B. Griffin écrit souvent sur les China Marines dans sa série de livres The Corps. Le premier livre, en particulier, traite de la vie d'un China Marine durant la période pré-Seconde Guerre mondiale. Dans une autre de ses séries Presidential Agent, il fait à plusieurs reprises référence à la légion américaine China Post 1, en exil en poste composé essentiellement d’opérateurs militaires en retraite pouvant être embauchés à des fins diverses. 
Le livre de Neal Stephenson, Cryptonomicon, contient le récit des exploits des China Marines pendant la Seconde Guerre mondiale. Le livre commence par l'évacuation de Shanghai menée en 1941. 